# Vanja Drkušić
Vanja Drkušić (Novo mesto, 30 oktober 1999) is een Sloveens voetballer die doorgaans als verdediger speelt.

## Carrière
Vanja Drkušić speelde in de jeugd van NK Krka, NK Krško en sc Heerenveen. Bij die laatste club tekende hij in januari 2016 een contract tot 2018. In 2018 werd dit contract verlengd tot 2020 en zat hij enkele wedstrijden op de bank bij het eerste elftal van Heerenveen, maar tot een debuut kwam het niet. In 2019 werd hij overbodig bevonden en na een proefperiode bij TOP Oss vertrok hij transfervrij naar Rende Calcio 1968, dat toentertijd uitkwam op het derde niveau van Italië. Hij kwam echter niet in actie in de competitie. Wel speelde hij een wedstrijd in de Coppa Italia Serie C, waarin met 4-1 werd verloren van Potenza Calcio. In januari 2020 mocht hij alweer vertrekken. Hij keerde transfervrij terug naar zijn thuisland, waar hij bij NK Bravo ging spelen. In 2022 ging hij naar PFK Sotsji. Hij werd op 7 juni 2024 door bondscoach Matjaž Kek opgenomen in de Sloveense selectie voor het EK 2024 in Duitsland. Slovenië speelde in de groepsfase gelijk tegen Denemarken, Servië en Engeland, waarna het in de achtste finales na strafschoppen werd uitgeschakeld door Portugal. Drkušić kwam in iedere wedstrijd in actie.

### Statistieken
| Seizoen                   | Club              | Land           | Competitie     | Competitie | Competitie | Beker | Beker | Overig | Overig | Totaal | Totaal |
| Seizoen                   | Club              | Land           | Competitie     | Wed.       | Dlp.       | Wed.  | Dlp.  | Wed.   | Dlp.   | Wed.   | Dlp.   |
| ------------------------- | ----------------- | -------------- | -------------- | ---------- | ---------- | ----- | ----- | ------ | ------ | ------ | ------ |
| 2018/19                   | sc Heerenveen     | Nederland      | Eredivisie     | 0          | 0          | 0     | 0     | –      | –      | 0      | 0      |
| 2019/20                   | sc Heerenveen     | Nederland      | Eredivisie     | 0          | 0          | 0     | 0     | –      | –      | 0      | 0      |
| 2019/20                   | Rende Calcio 1968 | Italië         | Serie C        | 0          | 0          | 0     | 0     | 1      | 0      | 1      | 0      |
| 2019/20                   | NK Bravo          | Slovenië       | 1. SNL         | 5          | 0          | 0     | 0     | –      | –      | 5      | 0      |
| Carrièretotaal            | Carrièretotaal    | Carrièretotaal | Carrièretotaal | 5          | 0          | 0     | 0     | 1      | 0      | 6      | 0      |
| Bijgewerkt op 16 mei 2020 |                   |                |                |            |            |       |       |        |        |        |        |

1 Oblak  ·
2 Karničnik ·
3 Balkovec ·
4 Blažič ·
5 Stanković ·
6 Bijol ·
7 Verbič ·
8 Lovrić ·
9 Šporar ·
10 Elšnik ·
11 Šeško ·
12 Belec ·
13 Janža ·
14 Kurtić ·
15 Horvat ·
16 Vekić ·
17 Mlakar ·
18 Vipotnik ·
19 Celar ·
20 Stojanović ·
21 Drkušić ·
22 Gnezda Čerin ·
23 Brekalo ·
24 Žugelj ·
25 Zeljković ·
26 Iličić ·
Coach: Kek